# Казе Патета (Савона)
Казе Патета је насеље у Италији у округу Савона, региону Лигурија.
Према процени из 2011. у насељу је живело 16 становника. Насеље се налази на надморској висини од 501 м.